# マリオ・ペルニオーラ
マリオ・ペルニオーラ（Mario Perniola, 1941年5月21日 - 2018年1月9日）は、イタリアの美学者、哲学者。

## 人物
ピエモンテ州アスティ出身。トリノ大学にて、ルイジ・パレイゾンのもとで美学を学ぶ。また、パリ、ストラスブール、ブリュッセル、カールスルーエなどにも留学している。1970年から1986年まではサレルノ大学で美学を講じ（1976年に教授となる）、その後はローマ大学の教授（美学）を務めた。
ペルニオーラの思想の出発点は、ジョルジュ・バタイユ、モーリス・ブランショ、ピエール・クロソウスキーらの文学作品である。また同時に、シチュアシオニストの運動をはじめとした前衛芸術運動と関わった経験も看過できない。
その後ニーチェやマルティン・ハイデッガーの思想を吸収し、またバルタザール・グラシアンやイグナチオ・デ・ロヨラといったバロック期の思想家たちの思想をも取り込みながら、現代の芸術や社会における「セクシュアリティ」や「異化」の新しい位相を、「通過」や「モノ性」といった観点から考察している。その思索はつねに、美学、政治、社会を交叉させつつ紡がれている。
2018年1月9日に死去。76歳没。

## 著作
- 『メタ小説』 Il metaromanzo (1966)
- 『芸術の疎外』 L'alienazione artistica (1971)
- 『バタイユと否定的なもの』 Bataille e il negativo (1977)
- 『シミュラークルの社会』 La società dei simulacri (1980)
- 『ハイデガー以後』 Dopo Heidegger (1982)
- 『直接把握』 Presa diretta (1986)
- 『通過』 Transiti (1989/1998)
- 『謎』 Enigmi (1990) （『エニグマ』ありな書房）
- 『感覚すること』 Del sentire (1991)
- 『無機的なもののセックス・アピール』 Il sex appeal dell'inorganico (1994) 日本語で出版された書籍 Mukiteki na mono no sekkusu apīru 平凡社, Tōkyō : Heibonsha, 2012. ISBN 978-4-582-70343-6
- 『二十世紀の美学』 L'estetica del Novecento (1997)
- 『シチュアシオニスト』 I situazionisti (1998)
- 『性の哲学』 Philosophia sexualis (1998)
- 『嫌悪』 Disgusti (1999)
- 『芸術とその影』 L'arte e la sua ombra (2000)
- 『カトリック的な感覚すること』 Del sentire cattolico (2001)
- 『コミュニケーションに抗して』 Contro la comunicazione (2004)
- 『奇跡とコミュニケーションの外傷』"Miracoli e traumi della comunicazione" (2009)
- 『美の戦略。イタリア美学の40年』"Strategie del bello. Quarant'anni di estetica italiana, 1968-2008" (2009)
- 『現代美学』"Estetica contemporanea" (2011)
- 『ベルルスコーニからモンティへ 不完全な意見の相違 』"Da Berlusconi a Monti. Disaccordi imperfetti" (2012)
- 『シチュアシオニスト冒険。二十世紀の前衛の最後の重要な歴史』"L'avventura situazionista. Storia critica dell'ultima avanguardia del XX secolo" Milano, Mimesis, 2013. ISBN 978-88-575-1716-2
- 『芸術拡大』"L'arte espansa"  Torino, Einaudi, 2015.  ISBN 978-88-06-22651-0
- 『 テロの一つとして、美術』"Del terrorismo come una delle belle arti"  Milano, Mimesis, 2016.  ISBN 978-88-575-3220-2